# Mordellistena cryptomela
Mordellistena cryptomela is een keversoort uit de familie spartelkevers (Mordellidae). De wetenschappelijke naam van de soort is voor het eerst geldig gepubliceerd in 1931 door Arthur Mills Lea.